# Kajmany na Letnich Igrzyskach Olimpijskich 2004
Kajmany na Letnich Igrzyskach Olimpijskich 2004 reprezentowało 5 sportowców.

## Skład kadry

### Lekkoatletyka
Kobiety:
- Cydonie Mothersill - bieg na 200 m
  - Runda 1 — 22.40 s (rekord kraju)
  - Runda 2 — 22.76 s
  - Półfinał — 22.76 s

Mężczyźni:
- Kareem Streete-Thompson
  - bieg na 100 m
    - Runda 1 — 10.15 s
    - Półfinał — 10.24 s

  - skok w dal
    - Runda 1 — 7,85 m

### Pływanie
Mężczyźni:
- Shaune Fraser
  - 200 m st. dowolnym - kwalifikacje: 1:53.19 - 41 miejsce
- Andrew MacKay
  - 200 m st. zmiennym - kwalifikacje: 2:07.65 - 41 miejsce
  - 400 m st. zmiennym - kwalifikacje: 4:32.38 - 33 miejsce

Kobiety:
- Heather Roffey
  - 200 m st. motylkowym - kwalifikacje: 2:19.34 - 30 miejsce
  - 800 m st. dowolnym - kwalifikacje: 9:02.88 - 25 miejsce